# Jänijärvi
Jänijärvi är en sjö i Finland. Den ligger i kommunen Tammela i landskapet Egentliga Tavastland, i den södra delen av landet, 100 km nordväst om huvudstaden Helsingfors. Jänijärvi ligger 110,5 meter över havet. Den är 4,6 meter djup. Arean är 81,7 hektar och strandlinjen är 7,44 kilometer lång. Sjön  ingår i Kumo älvs huvudavrinningsområde. 